# Paweł Ciompa
Paweł Ciompa (ur. 2 stycznia 1867 w Górnych Toszowicach koło Cieszyna, zm. 18 czerwca 1913 we Lwowie) – polski ekonomista.
Wykładał w Wyższej Szkole Handlowej w Krakowie. Został sekretarzem zarządu założonego w 1908 Towarzystwa Szkoły Handlowej we Lwowie. W 1910 zdefiniował i wprowadził pojęcie ekonometria, w tym samym roku napisał pracę Zarys ekonometryi i teoryja buchalteryi zamieszczoną w "Roczniku Asekuracyjno-Ekonomicznym" nr 19 we Lwowie. Pochowany na Cmentarzu Łyczakowskim